# Mook (publikacja)
Mook (IPA: /mʊk/) – publikacja, zbliżona do magazynu, ale pozostająca na półkach księgarni przez dłuższy czas niż tradycyjne magazyny, forma ta jest szczególnie popularna w Japonii.
Termin ten jest połączeniem słów „magazyn” i „książka”. Po raz pierwszy został użyty w 1971 roku na zjeździe Fédération Internationale de la Presse Périodique (Międzynarodowa Federacja Wydawców Czasopism).

## W Japonii
W Japonii format ten jest używany od lat 50. XX wieku, a termin mook (ムック, mukku) zaczął być używany w latach 70.
Liczba nowych mooków opublikowanych w ciągu jednego roku osiągnęła najwyższy poziom w 2013, kiedy opublikowano ponad 8000 różnych nowych mooków. W 2019 roku opublikowano nieco ponad 6000. Jednak przychody ze sprzedaży osiągnęły szczyt w 1997 roku i od tamtej pory przeważnie spadają.